# ESV Wuppertal West
Der Eisenbahner Sportverein Wuppertal West 1926 e.V., kurz ESV Wuppertal West, ist ein deutscher Sportverein aus der bergischen Großstadt Wuppertal. Er zählt zu den größeren Vereinen im Wuppertaler Westen.
Überregional bekannt ist der Verein durch seine Faustballmannschaft, die in 2010er-Saison zuletzt in der 1. Faustball-Bundesliga Nord spielte.

## Abteilungen

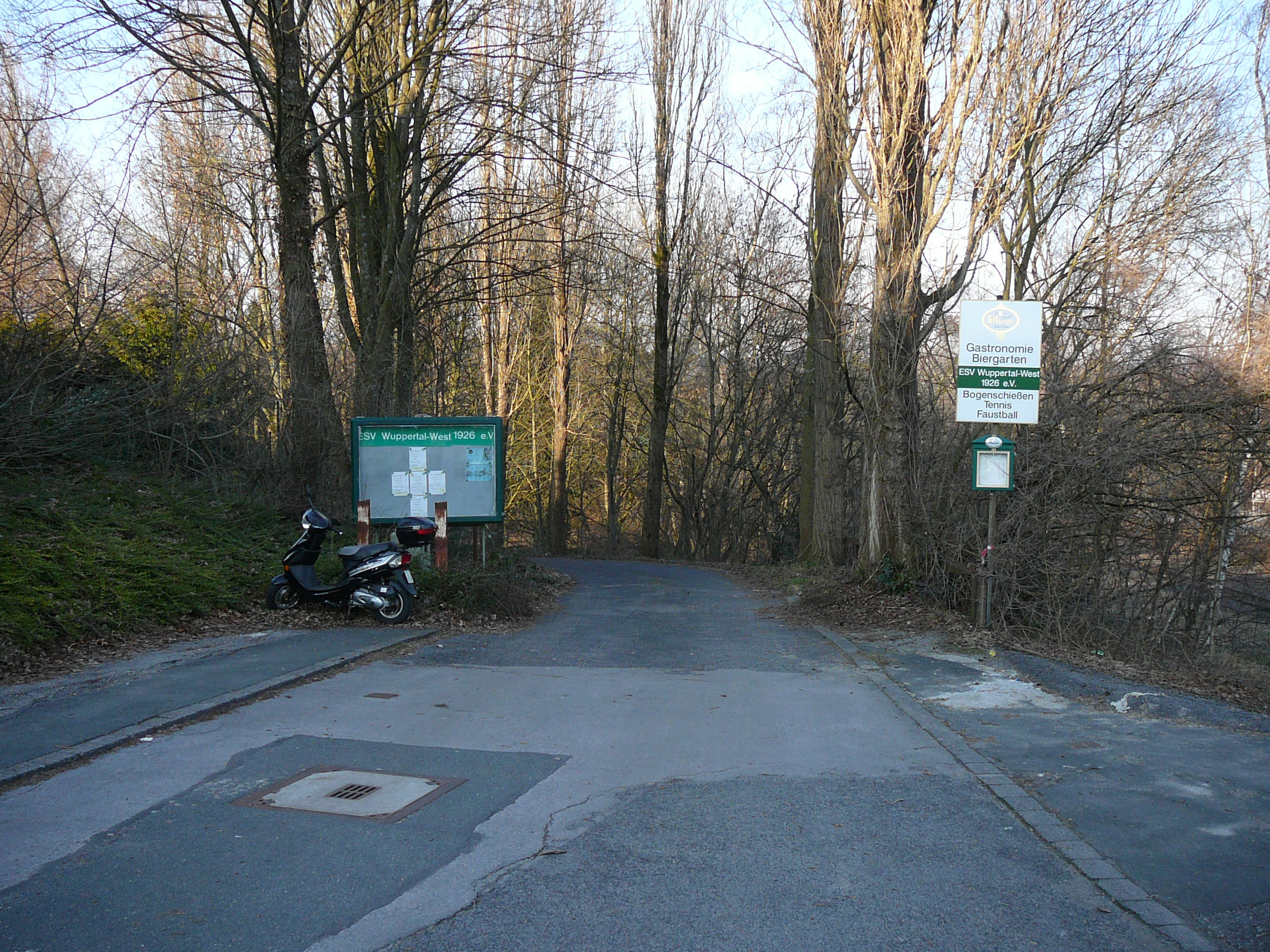
Zugang zum Vereinsgelände

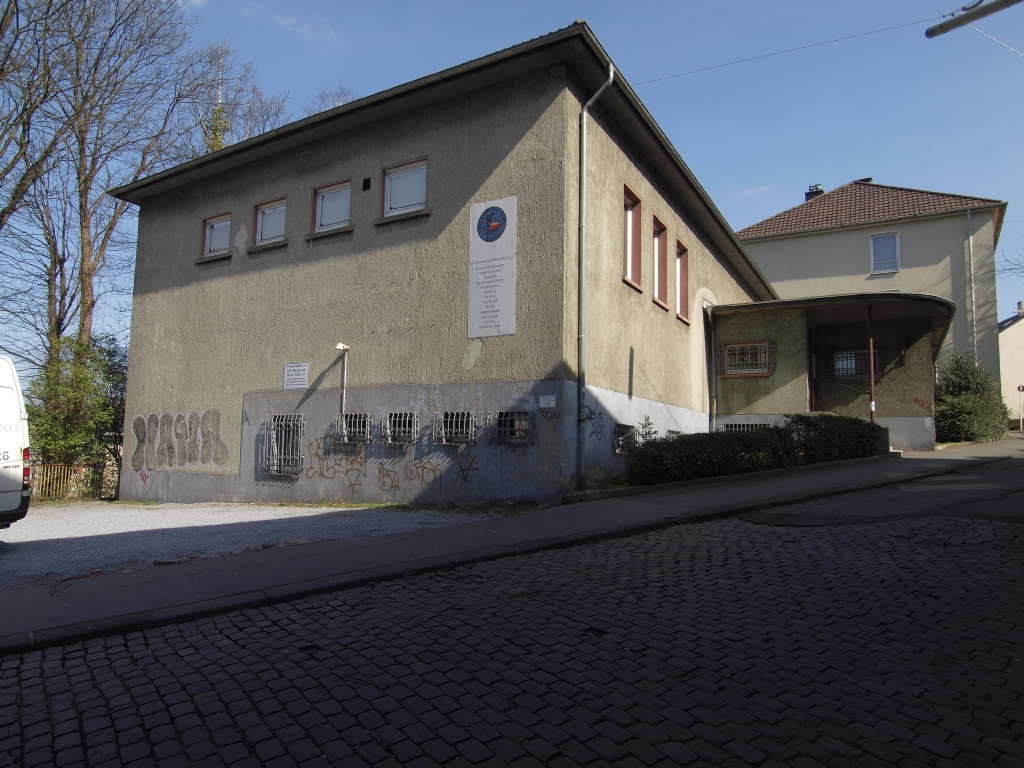
Die Turnhalle in der Distelbeck in Elberfeld

Der Verein unterhält zwölf Abteilungen: Bogenschießen, Boule/Pétanque, Faustball, Gymnastik, Jiu Jitsu, Kinderturnen, Kung Fu/Qigong, Reiten und Fahren, Ski, Tennis, Tischtennis sowie Zumba.

### Sportstätten
Der ESV unterhält Sportanlagen für Faustball, Tennis, Boule/Pétanque und Bogenschießen sowie die Sporthalle Distelbeck.

## Geschichte
Der Verein wurde am 27. August 1926 als Reichsbahn Turn- und Sportverein von 24 Eisenbahnern gegründet und war im gleichen Jahr Gründungsmitglied des Verbandes Eisenbahner Sportvereine (VDES) in Frankfurt am Main. Der Sportbetrieb fand zunächst auf dem Freudenberg sowie in der Turnhalle des Realgymnasiums Aue statt, Faustball, Fußball und Handball wurden auf einem Sportplatz der Reichsbahn in Barmen gespielt. 1933 erwarb der Verein ein Bootshaus im Düsseldorfer Stadtteil Hamm. 1934 wurde die Fechtabteilung gegründet, 1936 die eigene Turnhalle in der Distelbeck eingeweiht. Im gleichen Jahr hatte der ESV 600 Mitglieder und gründete eine Akkordeonabteilung. 1939 wurde der Sportplatz Röbe-Platz nahe dem Wuppertaler Hauptbahnhof eingeweiht, die Mitgliederzahl war nunmehr auf 1100 gewachsen.
Bei den Bombenangriffen auf Wuppertal 1942 wurde die Turnhalle zerstört, der Röbe-Platz musste 1949 wegen Eigenbedarf der Deutschen Bahn überlassen werden, ein Ersatzgelände fand sich in Vohwinkel an der heutigen Homannstraße. 1950 wurde die Ski-, 1951 die Tischtennis-, 1952 die Schwimm- und 1953 die Kegelabteilung gegründet. Bis 1957 wurde die zerstörte Turnhalle in Eigenarbeit wieder errichtet, 1959 folgte der Bau des Sportheims. 1963 wurde die Judo-Abteilung gegründet. 1970 wurde der vier Jahre zuvor stillgelegte Bahnhof Züschen im hochsauerländischen Winterberg übernommen und bis zur Auflösung 2006 als Ski-Heim genutzt.
1972 wurde die Schieß-, 1973 die Karate-, 2000 die Jiu-Jitsu-, 2002 die Bogenschieß- und 2010 die Kung-Fu-Abteilung gegründet. Am 25. Juli 2009 steigen die Herren-Feld-Faustballer erneut in die Faustball-Bundesliga auf, nachdem sie in der Saison 2007 in dieser Liga gespielt hatten. Sie hatten den Klassenerhalt aber nicht geschafft und spielen in der Saison 2011 in der 2. Faustball-Bundesliga Nord.
Als jüngste Sportabteilung kam im Januar 2021 die Abteilung Boule/Petanque hinzu.